# Каранкава
Каранкава, известны также как кламкоэхс, Clamcoëhs, а на языке их соседей — ауиа, Auia — племя индейцев, игравших важную роль в ранней истории Техаса. Термин каранкава относился к группе племён, говоривших на общем языке — капоке (коаке, коко), кохани (копане), кронк и собственно каранкава. Они обитали на побережье Техасского залива, где ныне находится Большой Хьюстон, рядом с племенами каддо и другими.
Их язык, который также назывался «каранкава» и от которого сохранилось около 100 слов, возможно, относился к коавильтекским, однако данную связь нельзя считать доказанной из-за слишком малого материала, сохранившегося о языке. Значение слова «каранкава» достоверно неизвестно — предполагается, что оно означало «выращивающие собак» или «любители собак», и связано с тем, что каранкава одомашнили койотов. По образу жизни были кочевниками, мигрировали в зависимости от сезонов между континентом и Барьерными островами Техаса.